# 담양경찰서
담양경찰서(潭陽警察署, Damyang Police Station)는 전라남도경찰청이 관할하는 경찰서 중 하나이다. 전라남도 담양군 담양읍 무정로 15에 위치하고 있다.
서장은 총경으로 보한다.

## 기본 정보
- 주소: 전라남도 담양군 담양읍 무정로 15
- 우편번호: 517-806

## 관할 파출소 및 지구대
담양경찰서는 6개의 파출소를 산하에 두고 있다.
| 명칭       | 사진 | 주소                  | 관할구역       | 치안센터     |
| ---------- | ---- | --------------------- | -------------- | ------------ |
| 고서파출소 |      | 고서면 가사문학로 320 | 고서면, 남면   | 남면치안센터 |
| 금성파출소 |      | 금성면 석현길 10-9    | 금성면, 용면   | 용면치안센터 |
| 대전파출소 |      | 대전면 대전로 4       | 대전면, 봉산면 | 봉산치안센터 |
| 수북파출소 |      | 수북면 추성1로 715    | 수북면, 월산면 | 월산치안센터 |
| 중앙파출소 |      | 담양읍 중앙로 73      | 담양읍, 무정면 | 무장치안센터 |
| 창평파출소 |      | 창명면 의병로 164     | 창평면, 대덕면 | 대덕치안센터 |

## 같이 보기
- 전라남도지방경찰청